# Herre, samla oss nu alla
Herre, samla oss nu alla är en bönepsalm av Lina Sandell 1872, (tryckt i Ahnfelts sånger). Tänkt att användas vid inledningen av gudstjänster eller strax före en predikan.
Melodi av William Bradbury i Bb-dur, 3/4, mkl 159.  Ibland har även melodin av Wolfgang Wessnitzer (D-dur, 4/4) från 1661 använts (samma som till Glad jag städse vill bekänna, men då faller reprisen vid verssluten bort). I Koralbok för Nya psalmer, 1921 finns även en melodi av Michael Haydn.

## Publicerad i
- Stockholms söndagsskolförenings sångbok 1882 som nr 2 med tre verser, under rubriken "Samlingssånger".
- Herde-Rösten 1892 som nr 194 under rubriken "Samlings-sånger"
- Hemlandssånger 1891 som nr 154 under rubriken "Kyrkan".
- Metodistkyrkans psalmbok 1896, som nr 17 under rubriken "Begynnelsepsalmer".
- Musik till Frälsningsarméns sångbok 1907 som nr 167
- Svensk söndagsskolsångbok 1908 som nr 100 under rubriken "Samlingssånger".
- Lilla Psalmisten 1909 som nr 6 under rubriken "Inledningssånger".
- Svenska Missionsförbundets sångbok 1920 som nr 532 under rubriken "Ordets predikan"
- Nya psalmer 1921 som nr 563 under rubriken "Kyrkan och nådemedlen: Ordets ämbete och församlingslivet: Vilodagen och gudstjänsten".
- Fridstoner 1926 som nr 4 under rubriken "Begynnelse- och slutsånger".
- Frälsningsarméns sångbok 1929 som nr 582 under rubriken "Begynnelse och avslutningssånger".
- Svensk söndagsskolsångbok 1929 som nr 4 under rubriken "Inbjudnings- och samlingssånger"
- Sionstoner 1935 som nr 23 under rubriken "Inledning och bön".
- Guds lov 1935 som nr 377 under rubriken "Före och efter predikan".
- 1937 års psalmbok som nr 217 under rubriken "Helg och gudstjänst".
- Frälsningsarméns sångbok 1968 som nr 710 under rubriken "Begynnelse Och Avslutning".
- Den svenska psalmboken 1986 som nr 81 under rubriken "Helg och gudstjänst".
- Finlandssvenska psalmboken 1986 som nr 202 under rubriken "Guds ord" med titelraden "Herre, samla nu oss alla".
- Lova Herren 1988 som nr 244 under rubriken "Gemenskap i bön och i Ordets betraktande".
- Sångboken 1998 som nr 45.